# Tallat làser

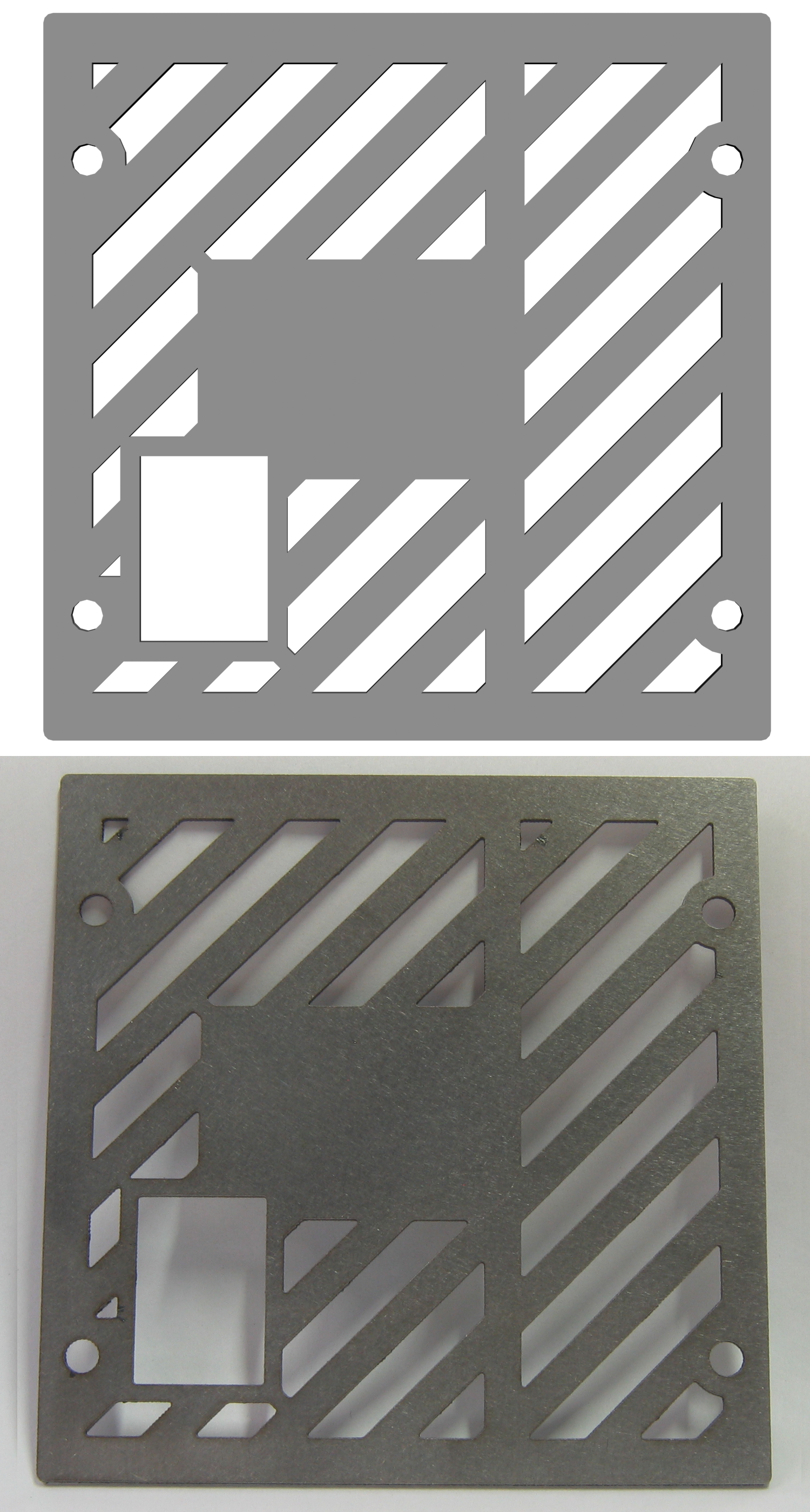
CAD (a dalt) Peça d'acer inoxidable tallada amb làser (a sota)

El tallatge o tallament làser és una tecnologia que fa ús d'un raig làser per tallar diferents materials. Normalment s'utilitza en instal·lacions de caràcter industrial i de gran format però últimament estan apareixent alguns tallers i factories de mida reduïda o mitjana que en comencen a fer ús. El tallat làser consisteix a fer incidir -mitjançant control per computador- un raig làser d'elevada potència al material que es desitja tallar. A continuació aquest material bé pot fondre's, cremar-se, evaporar-se o fins i tot sublimar-se, deixant un reduït espai amb un molt bon acabat superficial. L'aplicació més habitual d'aquest tipus de tecnologia es troba en el tallat de làmines planes d'una gran varietat de materials.

## Història
El 1965, es va utilitzar la primera màquina de tall per làser per perforar forats als encunys de diamants. Aquesta màquina va ser realitzada pel Western Electric Engineering Research Center. El 1967, els britànics van ser pioners al tall de metalls per raig d'oxigen assistit per làser. A la dècada de 1970, aquesta tecnologia va ser posada en producció per tallar titani en aplicacions aeroespacials. Al mateix temps, es van adaptar làsers de CO2 per tallar elements no metàl·lics, com el tèxtil, ja que eren absorbits pels metalls.

## Tipus
Hi ha molts tipus de làsers utilitzats per al tallat. El làser de làser CO₂ està pensat per tallar, perforar i gravar. Els làsers de neodimi (Nd) i de neodimi itri-alumini-grana (Nd-YAG) són idèntics a la vista i només es diferencien segons les aplicacions. Els de neodimi s'utilitzen per perforar a base de raigs altament energètics i requereixen poques repeticions. D'altra banda, els  làsers Nd-YAG s'utilitzen per perforar i també per a gravar mitjançant raigs encara més potents. Tots tres tipus de làsers CO₂, Nd i Nd-YAG poden ser utilitzats per soldar.
Les variants típiques dels làsers de tipus CO₂ inclouen: flux ràpid en direcció axial, flux lent també en direcció axial, flux transversal i flux en bloc. Els materials que poden tallar aquest tipus de làsers a nivell industrial són: l'acer, l'alumini, l'acer inoxidable, el titani, paper, cera, diversos plàstics i altres derivats del petroli, teixits i fusta. Els làsers de Nd i Nd-YAG són millors per a tallar materials com ceràmiques i diferets tipus de metalls.
Els làsers de CO₂ acostumen a ser "bombejats" fent passar un corrent a través de la barreja de gasos (DC-excitat) o mitjançant energia de ràdio freqüència (RF-excitat). El mètode de RF és més recent i s'ha tornat més popular. Des que els dissenys de DC requereixen elèctrodes a l'interior de la cavitat, s'hi pot trobar erosió i aixafament en aquests. Des que els ressonadors RF tenen elèctrodes externs, aquests ja no són propensos a aquests problemes.
A més de la font d'alimentació, el tipus de flux de gas també pot afectar el rendiment. En un ressonador de flux axial ràpid, la barreja de diòxid de carboni, heli i nitrogen es distribueix a gran velocitat per una turbina o un ventilador, en canvi en un ressonador de flux transversal la barreja de gasos es distribueix a una velocitat menor, fet que obliga a requerir un ventilador simple.

El generador de làser i les lents externes (incloent la lent d'enfocament) requereixen refrigeració. Depenent de la grandària i configuració del sistema, la calor residual pot ser transferida amb un refrigerant o directament a l'aire. L'aigua és el refrigerant d'ús més comú, generalment circula a través d'un refrigerador o un sistema de transferència de calor.
| Tipus de làser | Aplicacions                                                             |
| -------------- | ----------------------------------------------------------------------- |
| CO₂            | Perforació Tallar/traçar Gravar                                         |
| Nd             | Polsacions energètiques Baixa velocitat de repetició (1 kHz) Perforació |
| Nd-YAG         | Polsacions molt energètiques Perforació Gravar Retallar                 |

### Microraigs làser
Els microraigs làser són raigs d'aigua guiada làser en què s'ajunta un feix làser. Aquesta tecnologia s'utilitza per realitzar funcions de tall per làser, mentre que s'utilitza el raig d'aigua per guiar el raig làser a través de la reflexió interna total. Els avantatges d'això són que l'aigua també expulsa les sobres de material i que aquest es refreda més ràpidament. Altres avantatges respecte al tall làser tradicional són donats per l'alta velocitat, pel tall paral·lel i pelde tall omnidireccional.

## Procés

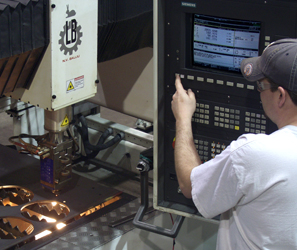
Làser amb intruccions de control numèric tallant planxes d'acer (CNC Interface)

La generació dels feixos làser implica estimular un material mitjançant descàrregues elèctriques o llums incidents en espais tancats. Mentre el material és estimulat, el feix es reflecteix internament per mitjà d'un mirall parcial fins que s'aconsegueix l'energia suficient per emetre un raig de llum monocromàtica compacte. Miralls o fibres òptiques s'utilitzen normalment per dirigir el feix de llum per la lent, aquesta enfoca la llum a la zona de treball. La part més estreta del feix enfocat és generalment menor que 0,3175 mm de diàmetre. Depenent de gruix del material, es poden aconseguir amplituds de tall de fins a 0,1016 mm únicament. Per tal de ser capaç d'iniciar el tall en algun altre lloc que no sigui la vora de la planxa, es realitza un forat abans de cada tall. Aquesta primera perforació, en general implica l'emissió d'alta potència per part del feix làser i així, a poc a poc es fa un forat en el material, tardant al voltant d'uns 5-15 segons per tallar un gruix de 13mm d'acer inoxidable.
Els raigs paral·lels de llum compacte de la font del làser sovint es tenen entre 1,5875 mm i 12,7 mm de diàmetre. Aquesta feix s'enfoca i s'intensifica per mitjà d'una lent o un mirall centralitzant-lo en un punt molt petit de prop de 0,0254 mm de diàmetre. D'aquesta manera s'aconsegueix crear un raig làser molt intens. Per tal d'aconseguir un millor acabat superficial durant el tall de contorn, la direcció del feix de  polarització ha de rotar, ja que es mou al voltant de la perifèria d'una peça modelada. Per al tall de xapa, la distància focal acostuma a estar entre 38,1 mm i 76,2 mm.
Hi ha molts mètodes diferents de tall que inclouen làser, són diferents tipus utilitzats per tallar diferents materials. Alguns dels mètodes són la vaporització, la fusió-sublimació, la fusió-sublimació i cremat, el tall per increment tèrmic, el traçat, el tall en fred i la crema estabilitzada per tall làser.

### Tallat per vaporització
En el tallat per vaporització, el feix làser escalfa la superfície del material fins al punt d'ebullició, així es genera una cavitat per l'evaporació de material. La cavitat porta a un augment sobtat de l'absortivitat provocant de manera molt ràpida un aprofundiment del forat. A mesura que el forat s'aprofundeix i es redueix el material, el vapor generat erosiona les parets modelades i elimina les restes de material, ampliant encara més el forat. Els materials que no fonen com ara la fusta, el carbó i els plàstics termoestables són generalment tallats per aquest mètode.

### Fusió i sublimació
El tall per Fusió i sublimació utilitza gas d'alta pressió per eliminar les restes del material fos de la zona de tall. D'aquesta manera es fa disminuir en gran manera la demanda de potència. Primer, el material s'escalfa fins al punt de fusió, a continuació un raig de gas elimina per sublimació el material fos del cànto, evitant la necessitat d'elevar la temperatura del material. Generalment, els metalls són els materials més utilitzats per ser tallats amb aquest procés.
Al tall per fusió, la ranura es forma fonent i expulsant contínuament el material de tall amb un gas inert o inert. El raig de gas també evita que la superfície s'oxidi. Per raons de cost, s'utilitza principalment nitrogen, amb menys freqüència argó o heli. Les pressions de gas arriben fins a 22 bar (tall a alta pressió gas inert). A causa del baix grau d'absorció del material, les velocitats de tall durant el tall per fusió, etc. depenent de la potència làser disponible. Amb un CO2 de 5 kW -El sistema de tall per làser arriba a una velocitat de tall típica d'1,1 m/min amb acer inoxidable 1.4301 de 10 mm de gruix. El procés es fa servir principalment quan calen talls sense òxid per acer inoxidable. Els aliatges d'alumini i aliatges no ferrosos d'alt punt de fusió són una altra aplicació Fins i tot l'acer de construcció normal amb un gruix de fins a aproximadament 6 a 10 mm de vegades es talla amb nitrogen, ja que les vores tallades llavors ja no cal tornar a treballar per pintar o recobrir amb pols posteriorment.
L'alta qualitat de tall es caracteritza per un escàs estriat a les vores de tall i l'absència de rebaves a la part inferior del tall. Aquí, el raig làser liqua el material no només al davant de tall, sinó de forma semicircular fins a les vores de tall. A causa de l'avenç continu i de la fusió resultant del material, aquest es pot solidificar a les vores de tall. La solidificació es produeix en ones, cosa que defineix l'estructura característica del solc o la rugositat del tall. La formació d'escòria o rebaves és perquè les forces motrius del flux de gas són insuficients, per la qual cosa la massa fosa no es pot expulsar completament. Les gotes de massa fosa a la vora inferior del tall poden solidificar-se i formar una rebava més o menys adherent. Els paràmetres que influeixen en la qualitat del tall són la posició del focus, la velocitat d'avenç, la potència del làser, la distribució de la intensitat i la pressió del gas de tall.
El tret característic del tall per sublimació és la vaporització o piròlisi del material escalfat i el bufat immediat dels vapors. Els materials sense un estat fos definit són el camp d'acció principal del tall per sublimació; es pot tractar tant de materials inorgànics com orgànics. Aquí es produeix directament la transició de la matèria de l'estat sòlid al gasós (Sublimació), és a dir, sense que hi hagi líquid pel mig. El gas de procés no només expulsa el vapor fora de la ranura, sinó que també impedeix que s'hi condensi. Els materials típics són, per exemple, la fusta, el cuir, els tèxtils i els plàstics homogenis i reforçats amb fibres.
En principi, els talls per sublimació no tenen rebaves. Els gasos produïts solen ser inflamables. Normalment, s'utilitza aire o nitrogen com a gas de bufat. L'enfosquiment de les vores de tall a la fusta es pot reduir prement, utilitzant gas de bufat que contingui oxigen (aire), un bon enfocament o un tall ràpid amb prou potència.
El PMMA es pot mecanitzar sense rebaves amb vores de tall transparents i llisos.
Amb làsers polsats d'alta potència de pic i d'alta densitat de flux de potència, també es poden ablacionar materials gairebé lliures d'una zona de fusió o afectada per la calor que normalment no se sublimen.

### Tall per increment tèrmic
Els materials fràgils són particularment sensibles a la fractura tèrmica, una característica explotada en el tall per increment tèrmic. Un raig s'enfoca a la superfície provocant un escalfament local i dilatació tèrmica. Això es tradueix en petites esquerdes que pot guiarse movent el raig làser. L'esquerda es pot moure amb magnituds de velocitat (m / s). L'aplicació més comuna d'aquest mètode és el tall de vidre.

### Tall en quadrets de làmines de silici
La separació dels xips amb funcionament provinent de la microelectrònica com a element de fabricació de dispositius semiconductors provinents de  làmines de silici poden ser realitzats per l'anomenat procés de tall en quadrets. Aquest opera amb pols làser Nd-YAG, la longitud d'ona dels quals (1.064 nm) és adoptada per la banda electrònica de silici (1,11 eV o 1117nm).

### Tall reactiu
També anomenat per "tall per làser de gas estabilitzat" o simplement "flama de tall".
El tallat reactiu és com tallar amb un bufador d'oxigen, però amb un raig làser com a font d'ignició. Generalment, s'utilitza per al tall d'acer al carboni en gruixos de més d'un mm. Aquest procés pot ser utilitzat per tallar plaques d'acer de gran gruix amb làsers de relativament poc consum energètic.

### Toleràncies i acabat superficial
Els nous làsers tenen una precisió de posicionament de 10 micròmetres i capacitat de repetició de fins a 5 micròmetres. La rugositat (Rz) augmenta amb el gruix de la xapa, però disminueix amb la potència del làser i la velocitat de tall. Al tallar acer amb baix contingut de carboni amb la potència del làser de 800 W, la rugositat Rz estàndard és de 10 micres de gruix per a una xapa d'1 mm de gruix, 20 micres per a xapes de 3 mm, i 25 micres per a xapes de 6 mm. Rz = 12,528 * (S ^ 0,542) / ((p ^ 0,528) * (V ^ 0322)), on: S = gruix de la xapa d'acer en mm, p = potència del làser en kW, V = velocitat de tall en metres per minut
Aquest procés és capaç d'aconseguir intervals de toleràncies reduïdes, sovint de 0025 mm. La geometria de la peça i la solidesa mecànica de la màquina tenen molt a veure amb la capacitat de tolerància. La superfície típica final del tallat amb làser pot variar des de 0,003 mm a 0,006 mm.

## Consum d'energia
El principal desavantatge del tall per làser és l'alt consum d'energia. L'eficiència del làser industrial pot oscil·lar entre el 5% i el 45%. El consum d'energia i l'eficiència de qualsevol làser en particular variarà segons la potència de sortida i els paràmetres de funcionament. Això dependrà del tipus de làser i de com s'ajusti el làser al treball que es fa. La quantitat de potència de tall làser necessària, coneguda com a "entrada de calor", per a un treball concret depèn del tipus de material, el gruix, el procés (reactiu/inert) utilitzat i la velocitat de tall desitjada.
| Material        | Gruix del material | Gruix del material | Gruix del material | Gruix del material | Gruix del material |
| --------------- | ------------------ | ------------------ | ------------------ | ------------------ | ------------------ |
| Material        | 0,51 mm            | 1,0 mm             | 2,0 mm             | 3,2 mm             | 6,4 mm             |
| Acer inoxidable | 1000               | 1000               | 1000               | 1500               | 2500               |
| Alumini         | 1000               | 1000               | 1000               | 3800               | 10000              |
| Acer suau       | −                  | 400                | −                  | 500                | −                  |
| Titani          | 250                | 210                | 210                | −                  | −                  |
| Contraxapat     | −                  | −                  | −                  | −                  | 650                |
| Bor/epoxi       | −                  | −                  | −                  | 3000               | −                  |

## Taxes de producció i tall
La velocitat de tall màxima (taxa de producció) està limitada per una sèrie de factors, com ara la potència del làser, el gruix del material, el tipus de procés (reactiu o inert) i les propietats del material. Els sistemes industrials comuns (≥1 kW) tallaran el metall d'acer al carboni 0.51 – 13 mm en gruix. Per a molts propòsits, un làser pot ser fins a trenta vegades més ràpid que el serrat estàndard.
| Material de la peça | Gruix del material | Gruix del material | Gruix del material | Gruix del material | Gruix del material | Gruix del material |
| ------------------- | ------------------ | ------------------ | ------------------ | ------------------ | ------------------ | ------------------ |
| Material de la peça | 0,51 mm            | 1,0 mm             | 2,0 mm             | 3,2 mm             | 6,4 mm             | 13 mm              |
| Acer inoxidable     | 42.3               | 23.28              | 13.76              | 7.83               | 3.4                | 0.76               |
| Alumini             | 33.87              | 14.82              | 6.35               | 4.23               | 1.69               | 1.27               |
| Acer suau           | −                  | 8.89               | 7.83               | 6.35               | 4.23               | 2.1                |
| Titani              | 12.7               | 12.7               | 4.23               | 3.4                | 2.5                | 1.7                |
| Contraxapat         | −                  | −                  | −                  | −                  | 7.62               | 1.9                |
| Bor / epoxi         | −                  | −                  | −                  | 2.5                | 2.5                | 1.1                |